# Asbak

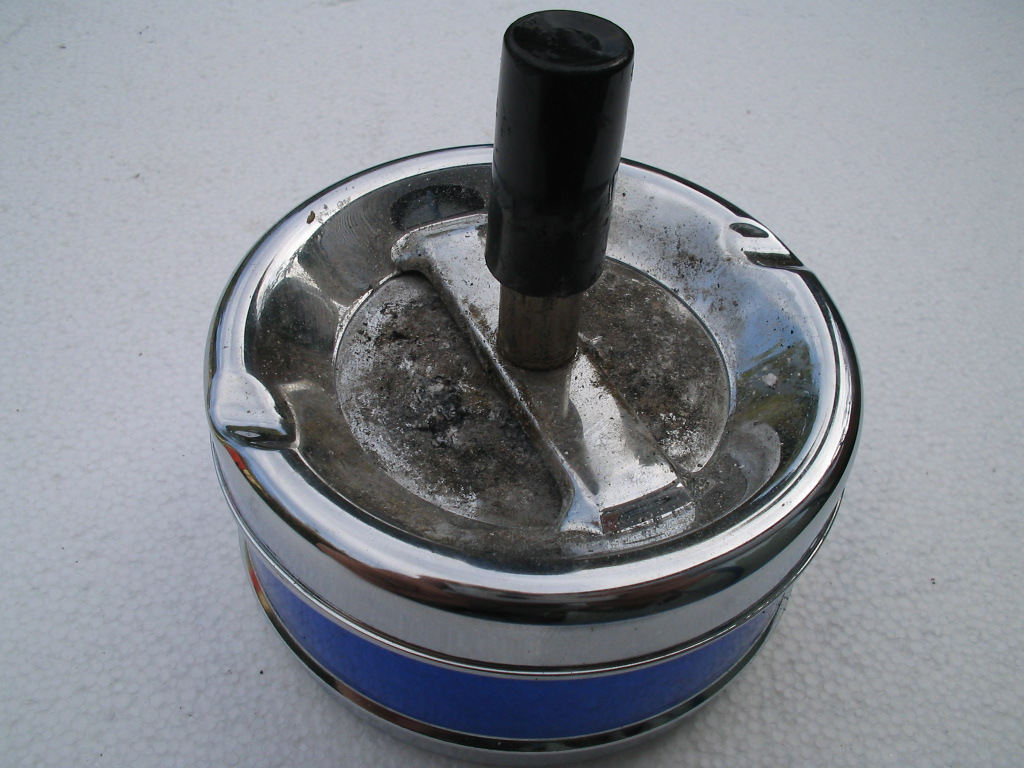
Een 'gesloten' asbak

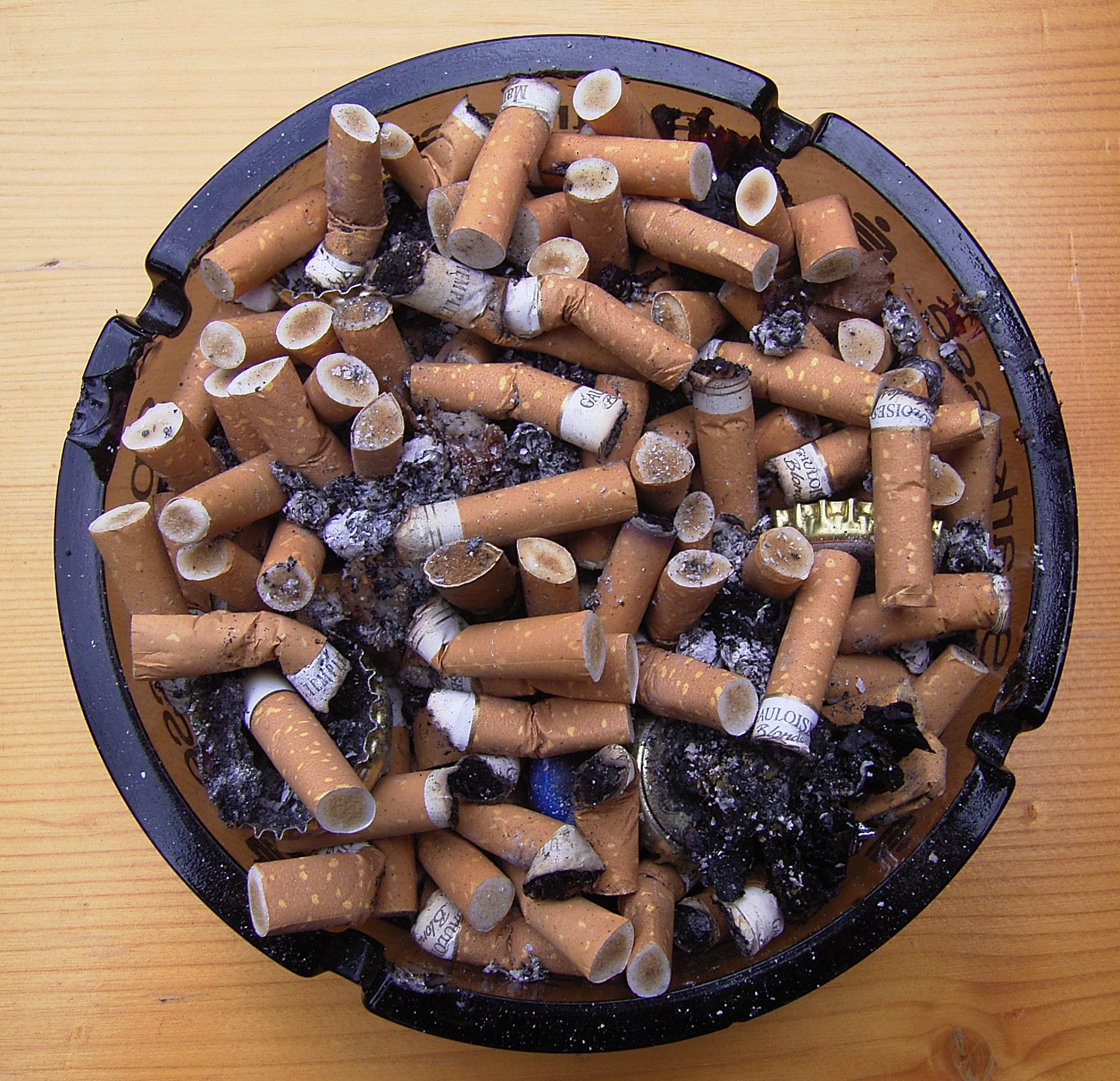
Een volle 'open' asbak

Een asbak is een artikel waarin rokers de as van hun sigaret of sigaar kunnen deponeren, en hun restant van de opgerookte sigaret (de peuk) in kunnen uitdrukken.
Functioneel gezien zijn er twee typen asbakken: gesloten en open asbakken. Een gesloten versie houdt de geuren van de afgeslagen as enigszins binnen, zodat er minder geuren van de asbak komen.
Er zijn veel soorten asbakken. Voor op de tafel, bij een winkelingang, ingebouwd in een stoel bij treinen en vliegtuigen etc. Asbakken worden gemaakt in verschillende materialen, onder andere in porselein, kristal, glas en metaal. Een wegwerpasbak (die meestal in de horeca wordt toegepast) is van aluminium. Er zijn ook draagbare afsluitbare asbakjes in omloop, die gemakkelijk in de binnenzak meegevoerd kunnen worden.
Door de populariteit van roken werden ook auto's dikwijls uitgerust met een of meer asbakjes. Ook in treinen en vliegtuigen zaten in de rookcoupés (tot het rookverbod werd ingesteld) asbakjes. Deze zijn tegenwoordig dichtgelast of niet meer aanwezig. Ook asbakken in openbare gebouwen worden zeldzaam als gevolg van een rookverbod.
Er zijn diverse initiatieven ontwikkeld om de rokers in het openbaar tegemoet te komen, zoals de peukenpalen, asbaktegels en het gratis verstrekken van draagbare mini-asbakjes.